# Bhubaneswar
Bhubaneshwar este un oraș în Orissa, India.

## Clima
| Date climatice pentru Bhubaneswar | Date climatice pentru Bhubaneswar | Date climatice pentru Bhubaneswar | Date climatice pentru Bhubaneswar | Date climatice pentru Bhubaneswar | Date climatice pentru Bhubaneswar | Date climatice pentru Bhubaneswar | Date climatice pentru Bhubaneswar | Date climatice pentru Bhubaneswar | Date climatice pentru Bhubaneswar | Date climatice pentru Bhubaneswar | Date climatice pentru Bhubaneswar | Date climatice pentru Bhubaneswar | Date climatice pentru Bhubaneswar |
| Luna                              | Ian                               | Feb                               | Mar                               | Apr                               | Mai                               | Iun                               | Iul                               | Aug                               | Sep                               | Oct                               | Nov                               | Dec                               | Anual                             |
| --------------------------------- | --------------------------------- | --------------------------------- | --------------------------------- | --------------------------------- | --------------------------------- | --------------------------------- | --------------------------------- | --------------------------------- | --------------------------------- | --------------------------------- | --------------------------------- | --------------------------------- | --------------------------------- |
| Maxima medie °C (°F)              | 28.3 (82,9)                       | 31.5 (88,7)                       | 34.9 (94,8)                       | 37.3 (99,1)                       | 37.9 (100,2)                      | 35.4 (95,7)                       | 31.7 (89,1)                       | 31.4 (88,5)                       | 31.7 (89,1)                       | 31.4 (88,5)                       | 29.8 (85,6)                       | 28 (82)                           | 32,4 (90,3)                       |
| Media zilnică °C (°F)             | 22.2 (72)                         | 25.1 (77,2)                       | 28.6 (83,5)                       | 30.9 (87,6)                       | 31.7 (89,1)                       | 30.7 (87,3)                       | 28.7 (83,7)                       | 28.4 (83,1)                       | 28.5 (83,3)                       | 27.6 (81,7)                       | 24.9 (76,8)                       | 22 (72)                           | 27,44 (81,4)                      |
| Minima medie °C (°F)              | 15.5 (59,9)                       | 18.5 (65,3)                       | 22.2 (72)                         | 25.2 (77,4)                       | 26.6 (79,9)                       | 26.2 (79,2)                       | 25.2 (77,4)                       | 25.1 (77,2)                       | 24.8 (76,6)                       | 23 (73)                           | 18.7 (65,7)                       | 15.3 (59,5)                       | 22,2 (72)                         |
| Minima istorică °C (°F)           | 9.4 (48,9)                        | 12 (54)                           | 14.4 (57,9)                       | 17.8 (64)                         | 18.2 (64,8)                       | 19.4 (66,9)                       | 21.4 (70,5)                       | 18.2 (64,8)                       | 18.3 (64,9)                       | 16.4 (61,5)                       | 12.4 (54,3)                       | 10.4 (50,7)                       | 9,4 (48,9)                        |
| Precipitații mm (inches)          | 12.4 (0.488)                      | 24.2 (0.953)                      | 24.2 (0.953)                      | 21.8 (0.858)                      | 55.5 (2.185)                      | 196.4 (7.732)                     | 325.3 (12.807)                    | 329.5 (12.972)                    | 287.6 (11.323)                    | 208 (8.19)                        | 37.4 (1.472)                      | 5.5 (0.217)                       | 1.542,2 (60,717)                  |
| Umiditate [%]                     | 60                                | 61                                | 63                                | 66                                | 66                                | 74                                | 83                                | 85                                | 83                                | 76                                | 66                                | 60                                | 70,3                              |
| Nr. mediu de zile ploioase        | 0.4                               | 2.3                               | 2.8                               | 3.1                               | 5.1                               | 12                                | 18                                | 19.1                              | 14.6                              | 8.8                               | 2.1                               | 0.7                               | 89                                |
| Ore însorite                      | 253.4                             | 234                               | 237.8                             | 238.8                             | 242.9                             | 140.7                             | 107.2                             | 128.6                             | 150.8                             | 221.8                             | 217.5                             | 155.5                             | 2.329                             |
| Sursă: IMD, NOAA (1971-1990)      |                                   |                                   |                                   |                                   |                                   |                                   |                                   |                                   |                                   |                                   |                                   |                                   |                                   |